# The Ink Spots
The Ink Spots waren eine Gesangsgruppe, die vor allem in den 1940er Jahren eine Reihe von Hits hatte und dem Rhythm and Blues, insbesondere dem Doo Wop, den Weg bereitete.

## Geschichte
Die Gruppe wurde Anfang der 1930er Jahre in Indianapolis von Jerry Daniels, Ivory „Deek“ Watson, Charlie Fuqua und Orville „Hoppy“ Jones gegründet. 1936 verließ Leadsänger Daniels die Ink Spots, man fand Ersatz in Bill Kenny. Nach einigen erfolglosen Aufnahmen bei Victor Records erschien 1939 auf Decca die Hitballade If I Didn’t Care, die lange Zeit mit rund 19 Millionen verkauften Exemplaren Rekordhalter bei Singles blieb und eine Reihe von weiteren Hits einleitete.
Bis 1943 erschienen unter anderem We Three (My Echo, My Shadow and Me), When the Swallows Come Back to Capistrano, Whispering Grass, Do I Worry, Java Jive und Shout, Brother, Shout. 1944 brachte eine Zusammenarbeit mit Ella Fitzgerald die Hits Cow-Cow Boogie und I’m Making Believe zustande, ein weiterer Erfolg in diesem Jahr war Into Each Life Some Rain Must Fall.
Doch gab es in diesem und im Folgejahr auch eine Reihe von Besetzungswechseln. Fuqua musste zum Militär und wurde durch Bernie Mackey ersetzt, Jones starb Ende des Jahres. Auch Watson kehrte den Ink Spots 1945 den Rücken, um seine eigene Band zu gründen; für ihn kam Bill Bowen. Als Ersatz für Jones fand kurzzeitig Cliff Givens zu den Ink Spots, der kurz darauf durch Bill Kennys Bruder Herb Kenny ersetzt wurde. Inzwischen ging auch Mackey wieder eigene Wege, neues Mitglied war Huey Long. Ende des Jahres war dann Fuquas Dienstzeit beendet, er kehrte zu den Ink Spots zurück, woraufhin Long die Gruppe wieder verließ.
1946 erschien neben To Each His Own der größte Hit der Gruppe mit dem Titel The Gypsy. Bis in die 1950er Jahre blieb diese Besetzung bestehen, dann verließ Herb Kenny die Ink Spots. Bill Kenny begann neben der Arbeit mit der Gruppe auch Solo-Aufnahmen zu veröffentlichen. Es kam zu einer Reihe weiterer Besetzungswechsel, bis sich die Gruppe 1954 trennte. In Großbritannien hatten die Ink Spots mit dem Titel You’re Breaking My Heart 1949 ihren größten Erfolg. Der Song erreichte Platz 1 der NME-Charts und war 20 Wochen in den Top Ten. Mit Melody of Love gelang ihnen 1955 noch ein zweiter Top-Ten-Hit. Das Album The Best of the Ink Spots wurde in Großbritannien mit Gold ausgezeichnet.
Seit dem Ende der 1950er Jahre gab es zahlreiche verschiedene Ink-Spot-Reunions, die jedoch alle keine nennenswerten Erfolge mehr zustande brachten. 1989 wurden die Ink Spots in der Kategorie „Early Influences“ in die Rock and Roll Hall of Fame aufgenommen; 1999 folgte die Aufnahme in die Vocal Group Hall of Fame.

## Diskografie

### Alben
| Jahr | Titel     | Höchstplatzierung, Gesamtwochen, AuszeichnungChartsChartplatzierungen (Jahr, Titel, Platzierungen, Wochen, Auszeichnungen, Anmerkungen) | Anmerkungen                                                                                |
| Jahr | Titel     | US | Anmerkungen                                                                                |
| ---- | --------- | --- | ------------------------------------------------------------------------------------------ |
| 1946 | Ink Spots | US1 (15 Wo.)US | Best-of-Album 1946 für 13 Wochen in den Charts, Wiedereintritt 1949 für 2 Wochen (Platz 8) |

### Singles
| Jahr | Titel Album                                                      | Höchstplatzierung, Gesamtwochen, AuszeichnungChartplatzierungen (Jahr, Titel, Album, Platzierungen, Wochen, Auszeichnungen, Anmerkungen) | Höchstplatzierung, Gesamtwochen, AuszeichnungChartplatzierungen (Jahr, Titel, Album, Platzierungen, Wochen, Auszeichnungen, Anmerkungen) | Höchstplatzierung, Gesamtwochen, AuszeichnungChartplatzierungen (Jahr, Titel, Album, Platzierungen, Wochen, Auszeichnungen, Anmerkungen) | Anmerkungen |
| Jahr | Titel Album                                                      | UK | US | R&B | Anmerkungen |
| ---- | ---------------------------------------------------------------- | --- | --- | --- | --- |
| 1939 | Address Unknown –                                                | — | — | — | Autoren: Vaughn Horton, Denver Darling, Gene Autry |
| 1939 | Bless You –                                                      | — | — | — | Autoren: Eddie Lane, Don Baker |
| 1939 | If I Didn’t Care –                                               | — | — | — | Autor: Jack Lawrence Millionenseller; galt vor Rock Around the Clock (1954) als meistverkaufte Single |
| 1939 | My Prayer –                                                      | — | — | — | Autoren: Georges Boulanger, Jimmy Kennedy im selben Jahr ein Nummer-2-Hit für Glenn Miller, 1956 ein Nummer-1-Hit für die Platters |
| 1939 | You Bring Me Down –                                              | — | — | — | Autoren: Al Jacobs, Gene De Paul |
| 1940 | When the Swallows Come Back to Capistrano –                      | — | US4 (11 Wo.)US | — | Autor: Leon René; im selben Jahr ein Nummer-2-Hit für Glenn Miller |
| 1940 | Maybe –                                                          | — | US2 (14 Wo.)US | — | Autoren: Allan Flynn, Frank Madden mit Whispering Grass auf einer Single |
| 1940 | Whispering Grass (Don’t Tell the Trees) –                        | — | US10 (1 Wo.)US | — | Autoren: Doris Fisher, Fred Fisher; mit Maybe auf einer Single eine Parodie von Windsor Davies und Don Estelle war 1975 ein Nummer-eins-Hit in Großbritannien                                                                                |
| 1940 | Stop Pretending (So Hep You See) –                               | — | US18 (2 Wo.)US | — | Autor: Buddy Johnson |
| 1940 | We Three (My Echo, My Shadow and Me) –                           | — | US3 (14 Wo.)US | — | Autoren: Nelson Cogane, Sammy Mysels, Dick Robertson; mit My Greatest Mistake auf einer Single die Version von Frank Sinatra erreichte im selben Jahr ebenfalls Platz 3                                                                      |
| 1940 | My Greatest Mistake –                                            | — | US17 (1 Wo.)US | — | Autoren: Jack Fulton, Jack O’Brien; mit We Three auf einer Single |
| 1941 | Java Jive –                                                      | — | US17 (2 Wo.)US | — | Autoren: Ben Oakland, Milton Drake; mit Do I Worry? auf einer Single |
| 1941 | Do I Worry? –                                                    | — | US14 (4 Wo.)US | — | Autoren: Stanley Cowan, Bobby Worth; mit Java Jive auf einer Single |
| 1941 | I Don’t Want to Set the World on Fire –                          | — | US4 (8 Wo.)US | — | Autoren: Eddie Seiler, Sol Marcus, Bennie Benjamin, Eddie Durham im selben Jahr ein Nummer-eins-Hit für Horace Heidt |
| 1942 | Someone’s Rocking My Dream Boat –                                | — | US20 (1 Wo.)US | — | Autoren: Leon René, Emerson Scott, Otis René |
| 1942 | Don’t Get Around Much Anymore –                                  | — | US2 (16 Wo.)US | R&B1 (28 Wo.)R&B | Original: Duke Ellington (1940) instrumental; Version mit Text von Bob Russell 1942 für die Ink Spots und 1943 für Duke Ellington ein R&B-Nummer-1-Hit                                                                                       |
| 1942 | Ev’ry Night About This Time –                                    | — | — | R&B6 (4 Wo.)R&B | Autoren: Ted Koehler, James V. Monaco |
| 1942 | This Is Worth Fighting For –                                     | — | — | R&B9 (1 Wo.)R&B | Autoren: Eddie DeLange, Sam H. Stept; mit Just as Though You Were Here auf einer Single |
| 1942 | Just as Though You Were Here –                                   | — | — | R&B10 (1 Wo.)R&B | Autoren: John Benson Brooks, Eddie DeLange; mit This Is Worth Fighting For auf einer Single |
| 1943 | If I Cared a Little Bit Less (And You Cared a Little Bit More) – | — | — | R&B10 (1 Wo.)R&B | Autoren: Berkeley Graham, Carley Mills |
| 1943 | I Can’t Stand Losing You –                                       | — | — | R&B1 (16 Wo.)R&B | Autoren: Billy Kenny, Josef Myrow, Kim Gannon das Lied stammt ursprünglich von 1940 |
| 1944 | Cow-Cow Boogie (Cuma-Ti-Yi-Yi-Ay) –                              | — | US10 (8 Wo.)US | R&B1 (12 Wo.)R&B | mit Ella Fitzgerald; Fitzgerald sang das Lied 1942 im Abbott-und-Costello-Film Helden im Sattel im selben Jahr kam die Version von Freddie Slack und Ella Mae Morse in die Charts Autoren: Don Raye, Gene De Paul, Benny Carter              |
| 1944 | Don’t Believe Everything You Dream –                             | — | US14 (9 Wo.)US | R&B6 (3 Wo.)R&B | Film: Around the World mit Kay Kyser; Autoren: Jimmy McHugh, Harold Adamson |
| 1944 | A Lovely Way to Spend an Evening –                               | — | US17 (1 Wo.)US | — | Autoren: Jimmy McHugh, Harold Adamson B-Seite von Don’t Believe Everything You Dream |
| 1944 | I’ll Get By (As Long as I Have You) –                            | — | US7 (10 Wo.)US | R&B4 (14 Wo.)R&B | Film: Kampf in den Wolken mit Spencer Tracy 1929 ein Hit für Ruth Etting; Autoren: Fred E. Ahlert, Roy Turk |
| 1944 | Someday I’ll Meet You Again –                                    | — | US11 (1 Wo.)US | — | Autoren: Max Steiner, Ned Washington B-Seite von I’ll Get By (As Long as I Have You) |
| 1944 | Into Each Life Some Rain Must Fall –                             | — | US1 (18 Wo.)US | R&B1 (21 Wo.)R&B | mit Ella Fitzgerald; Film: Sweet and Low-Down mit Benny Goodman; Autoren: Doris Fisher, Allan Roberts; Millionenseller, 11 Wochen auf Platz 1 der R&B-Charts                                                                                 |
| 1944 | I’m Making Believe –                                             | — | US1 (17 Wo.)US | R&B2 (14 Wo.)R&B | mit Ella Fitzgerald; Film: Sweet and Low-Down; Autoren: James V. Monaco, Mack Gordon B-Seite von Into Each Life Some Rain Must Fall |
| 1945 | I’m Beginning to See the Light –                                 | — | US5 (6 Wo.)US | — | mit Ella Fitzgerald; Autoren: Duke Ellington, Don George, Johnny Hodges, Harry James Harry James und Kitty Kallen hatten im selben Jahr einen Nummer-1-Hit                                                                                   |
| 1946 | The Gypsy –                                                      | — | US1 (23 Wo.)US | R&B1 (13 Wo.)R&B | 13 Wochen auf Platz 1 der Popcharts; Autor: Billy Reid; Millionenseller |
| 1946 | Prisoner of Love –                                               | — | US9 (11 Wo.)US | R&B5 (1 Wo.)R&B | Original: Russ Columbo (1932); Autoren: Russ Columbo, Clarence Gaskill, Leo Robin 1945 ein Nummer-1-Hit für Perry Como |
| 1946 | To Each His Own –                                                | — | US1 (14 Wo.)US | R&B3 (3 Wo.)R&B | Autoren: Jay Livingston, Ray Evans; ursprünglich als Titelsong des gleichnamigen Films (deutsch Mutterherz) gedacht, aber nicht verwendet; Millionenseller im selben Jahr kamen auch die Versionen von Eddy Howard und Freddy Martin Platz 1 |
| 1947 | Ask Anyone Who Knows –                                           | — | — | R&B5 (1 Wo.)R&B | Autoren: Eddie Seiler, Sol Marcus, Al Kaufman |
| 1948 | The Best Things in Life Are Free –                               | — | — | R&B10 (1 Wo.)R&B | Film: Good News; Autoren: Lew Brown, Buddy DeSylva, Ray Henderson |
| 1948 | You Were Only Fooling (While I Was Falling in Love) –            | — | US8 (8 Wo.)US | R&B15 (1 Wo.)R&B | Autoren: Larry Fotine, Billy Faber, Fred Meadows |
| 1948 | Say Something Sweet to Your Sweetheart –                         | — | US22 (2 Wo.)US | — | Autoren: Roy Bennett, Sid Tepper B-Seite von You Were Only Fooling |
| 1949 | You’re Breaking My Heart –                                       | — | US6 (16 Wo.)US | — | Popversion von Leoncavallos La Mattinata (1904); Autoren: Pat Genaro, Sunny Skylar, Ruggero Leoncavallo im selben Jahr ein Nummer-1-Hit für Vic Damone                                                                                       |
| 1949 | Who Do You Know in Heaven (That Made You the Angel You Are?) –   | — | US21 (1 Wo.)US | — | Autoren: Peter DeRose, Al Stillman |
| 1950 | Echoes –                                                         | — | US24 (1 Wo.)US | — | Autoren: Bennie Benjamin, George David Weiss |
| 1950 | Sometime –                                                       | — | US26 (2 Wo.)US | — | 1925 ein Hit für die Green Brothers Novelty Band; Autoren: Ted Fio Rito, Gus Kahn |
| 1951 | If –                                                             | — | US23 (5 Wo.)US | — | Autoren: Tolchard Evans, Robert Hargreaves, Stanley Damerell; die Version von Perry Como kam im selben Jahr auf Platz 1 |
| 1955 | Melody of Love –                                                 | UK10 (4 Wo.)UK | — | — | Autoren: Hans Engelmann, Tom Glazer; die Instrumentalversion von Billy Vaughn war 1954 ein Hit |

grau schraffiert: keine Chartdaten aus diesem Jahr verfügbar